# Ramillies (Norte)
Ramillies é uma comuna francesa na região administrativa de Altos da França, no departamento do Norte. Estende-se por uma área de 5.11 km². Em 2010 a comuna tinha 610 habitantes (densidade: 119,4 hab./km²).